# Fouga CM.170 Magister
O Fouga CM.170 Magister é uma aeronave de instrução, monoplano, bimotor e bilugar com propulsão a jato, desenvolvido e fabricado pela fábrica francesa Fouga. É conhecido no meio aeronáutico por conta de sua característica cauda em formato de "V", tendo mais de 800 unidades construídas na França, com produção sob licença na Alemanha Ocidental, Israel e Finlândia.
Em 1948, o desenvolvimento iniciou na Fouga para uma nova aeronave de treinamento primário que utilizasse a nova tecnologia da propulsão a jato. O desenho inicial foi avaliado pelo Exército do Ar Francês (AdA) e, em resposta a determinação de que a aeronave não contava com potência suficiente para seus requerimentos, a mesma foi ampliada e foram adotados um par de motores turbojatos Turbomeca Marboré. O tipo teve seu primeiro voo em 23 de julho de 1952, com sua primeira encomenda recebida em 13 de janeiro de 1954. Além do Magister, o CM.175 Zéphyr foi uma variante embarcada foi desenvolvida e produzida para a Marinha Francesa.
Apesar de ser primariamente uma aeronave de treinamento, o Magister foi frequentemente utilizado em combate, empregado como plataforma de apoio aéreo aproximado por vários operadores, sendo utilizada em combate na Guerra dos Seis Dias, Guerra Civil Salvadorenha, Guerra do Saara Ocidental e na Crise do Congo. O Magister também foi escolhido por muitas patrulhas acrobáticas, incluindo a Patrouille de France de 1964 a 1980. No serviço francês, o Magister foi substituído pelo Dassault-Dornier Alpha Jet. Após sua aposentadoria no Exército do Ar Francês, alguns Magisters foram adquiridos por vários pilotos privados estadunidenses, sendo operados na categoria experimental.

## Desenvolvimento

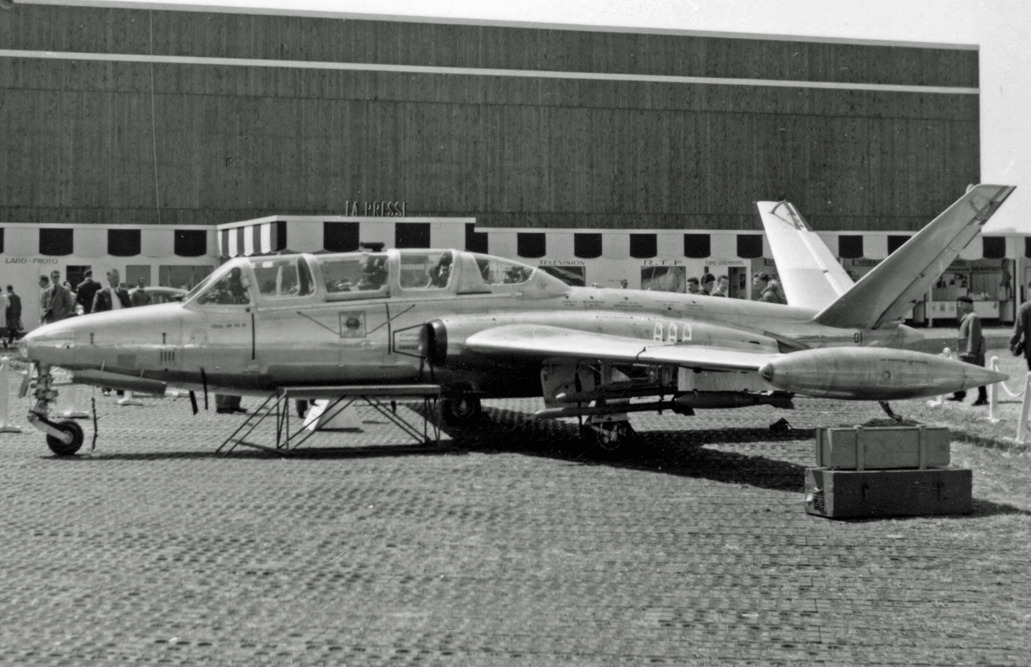
O primeiro CM.170M, utilizado como protótipo para o desenvolvimento de uma aeronave de treinamento para a Aéronavale, mostrada no Show Aéreo de Paris, em maio de 1957.

### Contexto
Fortemente afetada pela Segunda Guerra Mundial, a indústria aeronáutica francesa se reconstruiu com a intenção de se lançar na nova tecnologia da época, a propulsão a jato. Em 1946, o Exército do Ar Francês (AdA) criou um ambicioso plano de equipar suas unidades de combate com centenas de caças a reação (como o Sud-Ouest Espadon). Vários escritórios de projetos estavam lançando suas propostas, porém, muitos falharam nesse meio.
A Fouga, uma modesta fabricante de planadores e especializada em subcontratação para outras empresas do ramo, entrou para o círculo de empresas trabalhando com a nova tecnologia, com o Fouga Cyclone. O Cyclone foi resultado de uma reunião entre Pierre Mauboussin (diretor do departamento de aviação da Fouga) e Joseph Szydlowski (presidente da Turbomeca), na qual foi proposta a instalação de um pequeno turbojato Turbomeca Piméné em um planador Fouga CM.8.

### Concepção
Durante o ano de 1948, os projetistas aeronáuticos Mauboussin, Robert Castello e Jacques Henrat, todos funcionários da Fouga, começaram a projetar uma aeronave de treinamento utilizando a - na época - nova tecnologia da propulsão a jato, inicialmente sendo designado como CM.130R, sendo projetado para substituir o Morane-Saulnier MS.475 na AdA. A AdA revisou o projeto e considerou que a aeronave não tinha potência o suficiente em seus dois motores turbojato Turbomeca Palas. Em resposta a essa consideração, a Fouga decidiu ampliar o tamanho da aeronave, adotando motores de maior potência (turbojatos Turbomeca Marboré) e mantendo a empenagem em V do planador Fouga CM.8.

### Protótipos
Durante o mês de dezembro de 1950, a AdA encomendou três protótipos do tipo, com o primeiro voo do tipo feito em 23 de julho de 1952. Em junho de 1953, um lote de 10 aeronaves de pré-produção foi encomendado, sendo seguido de um lote de 95 aeronaves encomendado em 13 de janeiro de 1954. Em outubro de 1955, todos os 13 Magisters de pré-produção haviam sido construídos, com o primeiro voo da primeira aeronave de produção já iminente. Também marcado para ser voado em 1956 era o CM.171 Makalu, que seria uma aeronave de testes para um futuro CM.195, que seria um treinador avançado acima do Magister, tendo asas enflechadas.

### Produção
A produção das peças e seções do Magister foi dividida entre as instalações da Fouga (em Aire-sur-l'Adour), da Latécòere (em Toulouse) e da Morane-Saulnier (em Ossun), com a montagem final das aeronaves sendo feita nas instalações novas da Fouga, em Toulouse-Blagnac. De acordo com a publicação Flight International, a fábrica dava prioridade a todas as ordens de exportação em sua linha de produção, diminuindo o atraso entre a encomenda e a entrega da aeronave.
A Aéronavale decidiu também adotar o Magister, apesar de ser uma versão especial do mesmo. O CM.175 Zéphyr, que serviu como treinador de pouso em porta-aviões e em operações embarcadas, foi projetado pela Fouga em especial para a Aéronavale, tendo sido precedidos por dois protótipos, designados como CM.170M.

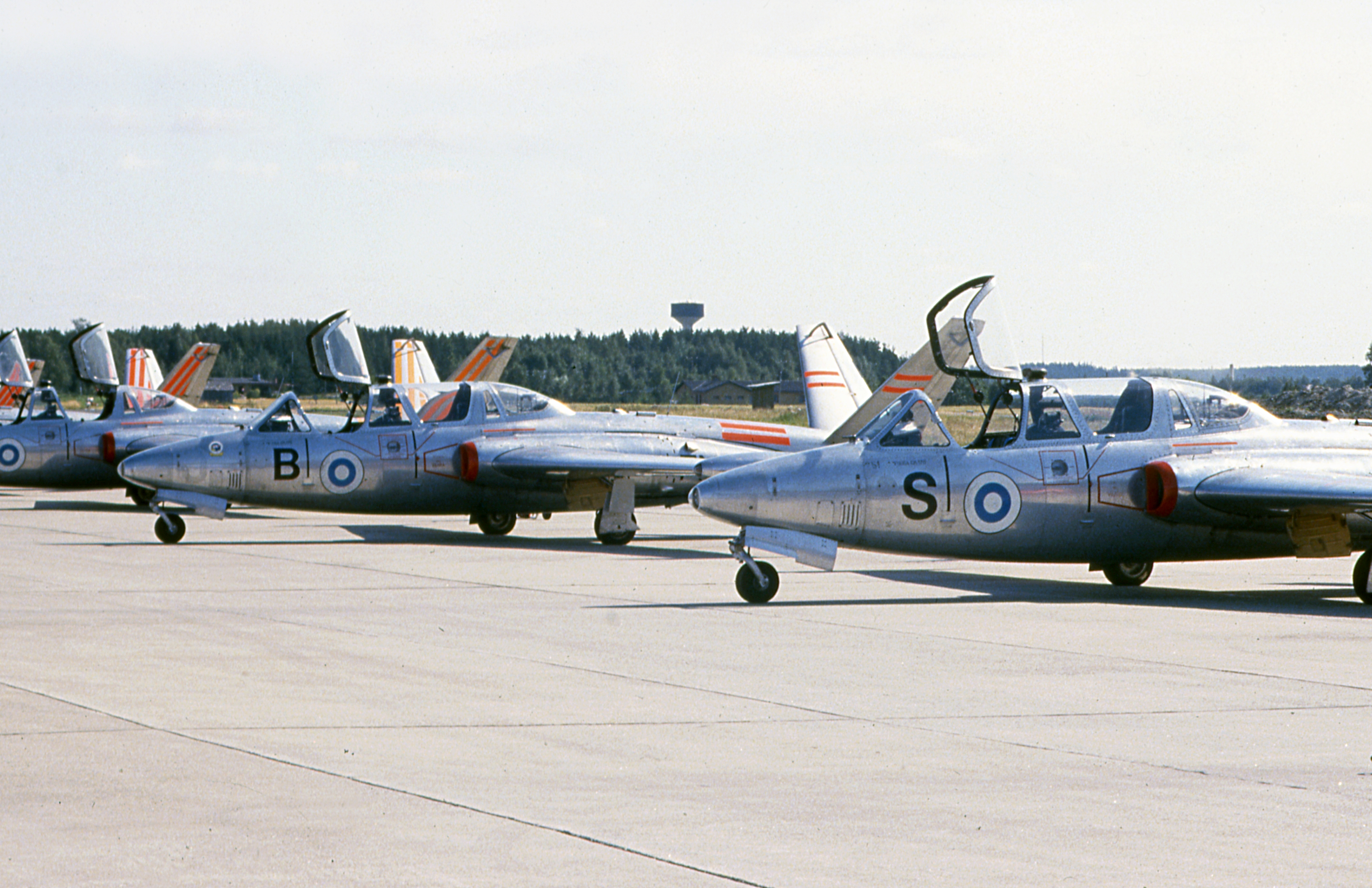
Magisters da Força Aérea da Finlândia na rampa do Aeroporto de Kauhava, 1986

Até 1960, mais de 350 unidades haviam entrado em serviço em vários operadores de todo o mundo. De acordo com a Flight International, a produção francesa havia conseguido construir cinco aeronaves por mês, com o total projetado de unidades construídas sendo por volta de 600. O Magister também estava sendo construído no exterior, por acordos de produção licenciada com a Alemanha Ocidental, Finlândia e Israel. O primeiro cliente de exportação do Magister foi a Alemanha Ocidental, na qual encomendou - inicialmente - 62 unidades diretamente da linha de produção da Fouga; com mais 188 unidades produzidas sob licença pela Flugzeug-Union-Süd (consórcio entre a Heinkel e a Messerschimitt). Além da Alemanha, o Magister também foi produzido sob licença pela Finlândia (construidos pela Valmet) e por Israel (pela Israel AIrcraft Industries). Como resultado desses acordos, mais 286 unidades do Magister foram produzidas no exterior.
Em 1960, uma versão melhorada do Magister, designada como CM.170-2, foi produzida. Essa variante utilizava motores Turbomeca Marboré IV, de maior empuxo. Em 1962, a produção francesa do Magister havia terminado, se mantendo a produção finlandesa da aeronave até 1967. O desenvolvimento da aeronave foi interrompido como resposta a escolha da AdA pelo Alpha Jet como nova aeronave de treinamento.

## Design

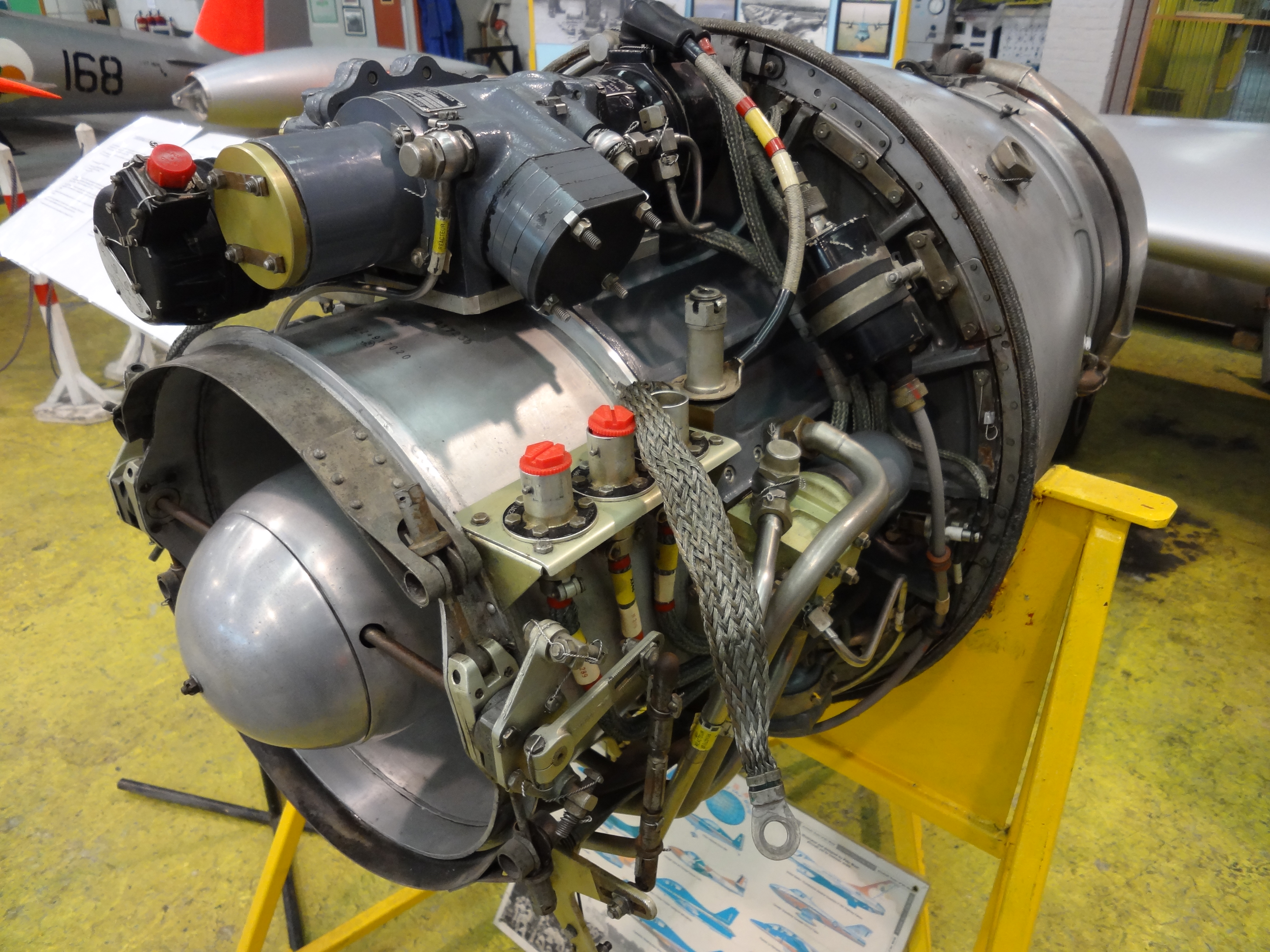
O Magister era equipado com dois motores turbojatos Turbomeca Marboré, de produção francesa

O Fouga CM.170 Magister foi desenvolvido para emprego tanto como treinador básico quanto como treinador intermediário. É uma aeronave compacta, com assentos em tandem e desempenho similar a aeronaves maiores e mais potentes. Comparativamente, o Magister tinha melhor performance que seu contraparte britânico, o BAC Jet Provost, e foi considerado, pela Flight International, como comparável ao Fokker S.14 Machtrainer. A aeronave contava com uma distintiva cauda em V; uma empenagem convencional chegou a ser testada, mas foi considerada aerodinamicamente inferior em altas velocidades. Uma quilha foi montada na empenagem, servindo para reduzir o efeito diedral da cauda em V durante aplicação do leme.
O Magister é propelido por dois motores turbojatos Turbomeca Marboré, na qual proviam 880 lb (3.9 kN) de empuxo cada. A Fouga promovia que o Magister oferecia "segurança de um bimotor com características de voo de um monomotor". Os dois motores, que eram montados próximos a linha central da fuselagem, produziam pouco empuxo assimétrico; isso era visto como uma valiosa característica de segurança para a aeronave. Apesar de ser considerado um evento anormal, no caso do apagamento de um dos motores, o procedimento de acionamento era relativamente fácil e rápido de executar. A taxa de aceleração e de subida era considerado menor do que outras aeronaves a jato de sua época, como o de Havilland Vampire e o Gloster Meteor, mas com maior performance que as aeronaves a pistão da geração anterior. Os motores compartilhavam o mesmo sistema de combustível, mas tinham sistemas de lubrificação independentes. Para aumentar o alcance, o Magister recebeu tiptanks como equipamento padrão.

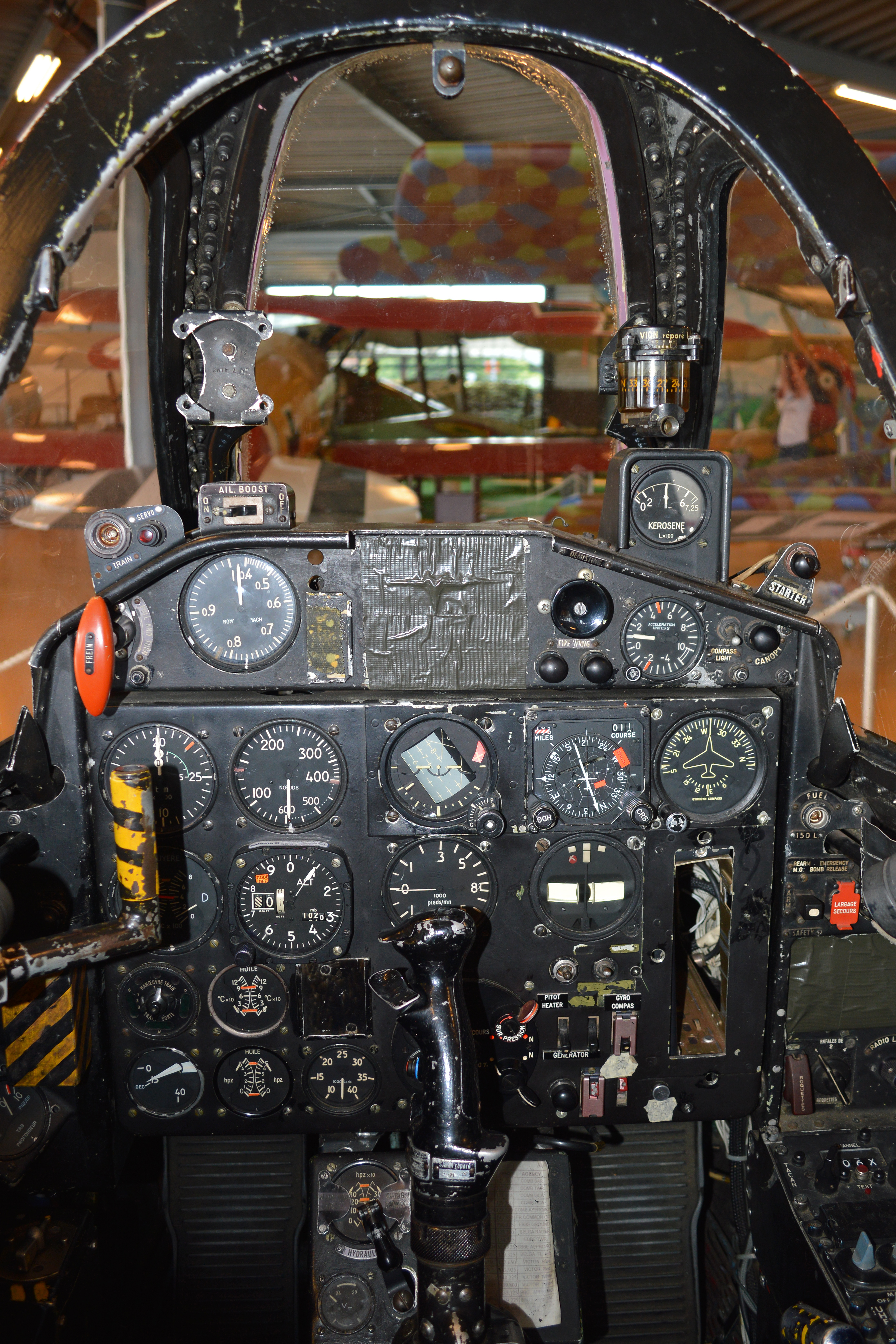
Assento frontal de um Magister belga

O desenho do Magister deu muita atenção a simplicidade de operação, tendo, por exemplo, um número mínimo de procedimentos pré voo. Acessibilidade para ambos os motores e para o equipamento de bordo era acima do normal, com a possibilidade de troca em ambos os motores pode ser feita em até 45 minutos. Havia provisão para a instalação de um par de metralhadoras em 7.5mm no nariz da aeronave, na qual incluía uma caixa de 200 munições para cada metralhadora, além de espaços para a coleção de cintas e estojos de munição. A aeronave conta com dois hardpoints sob as asas, nas quais podem carregar quatro foguetes não guiados ou duas bombas de 50 kg (110 lb). Uma luz de pouso foi instalada na ponta do nariz da aeronave, com uma luz de taxiamento montada junto do trem de pouso de nariz. O trem de pouso, produzido pela Messier, tinha desempenho satisfatório para operações de pistas de grama.
O Magister era tipicamente equipado com aviônica como um rádio VHF, um radiogoniômetro Lear e um intercomunicador; todos os equipamentos eletrônicos conformes aos padrões de acessibilidade da OTAN. A aeronave não contava com assentos ejetores, porém, a montagem dos mesmos era considerada disponível por encomenda. As alavancas, indicadores e relógios da cabine de comando eram facilmente observáveis. A cabine tinha bom espaço interno, incluindo espaço para acomodação de um paraquedas para o tripulante. A cabine era pressurizada e provisionada com um sistema de entrada de ar fresco.
Os pedais eram ajustáveis e tinham limites permissíveis, com a cabine tendo fácil acesso; o canopi era levantado para cima e para trás e só era necessário um degrau para acessar a cabine, devido a baixa altura da aeronave. Para resolver o problema de baixa visibilidade frontal no assento traseiro - normalmente ocupado pelo instrutor - a cabine contava com canopi modificado e um periscópio binocular, dando assim uma perspectiva limpa para o instrutor, tendo um ângulo de visão acima do assento frontal. A cabine frontal, normalmente utilizada pelo instruendo, provia excelente visibilidade. De acordo com a Flight International, o Magister podia executar vários manobras acrobáticas "sem grandes esforços", os controles de vôo eram relativamente leves e bem harmonizados, com o manche dando uma sensação firme ao piloto. O Magister tinha alto nível de estabilidade lateral em voo, bem como uma boa estabilidade direcional, provendo com que a aeronave, se bem compensada, possa ser voada sem comandos por tempo indefinido.

## Histórico Operacional

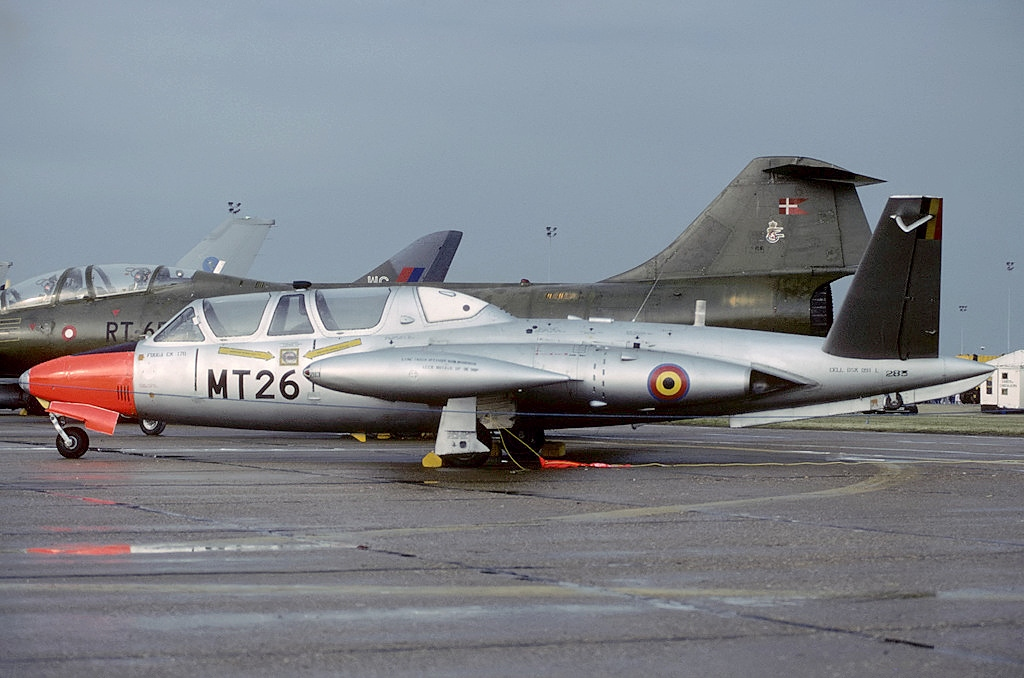
Magister belga durante um dia aberto da OTAN, em Mildenhall, 1985

### Alemanha
Em 28 de maio de 1957, o primeiro Magister foi entregue a Força Aérea Alemã (Luftwaffe), na Escola de Aviação A, em Landsberg. Em novembro de 1958, o primeiro do total de 188 unidades produzidas na Flugzeug-Union-Süd foi entregue. Em 1963, 234 unidades foram entregues, substituindo oficialmente o Harvard Mk.IV como aeronave de treinamento da Luftwaffe. O número de horas de voo no treinamento foi aumentado de 100 para 130 horas e, devido ao clima, o treinamento duraria de seis a dez meses. Devido a incerteza do clima na Alemanha, a fase de treinamento foi completamente realocada para os Estados Unidos durante os anos 60. Em 1969, as aeronaves foram retiradas de serviço, sendo vendidas para vários países da OTAN e outros, como Argélia e Israel. Algumas unidades foram vendidas para aeroclubes da Alemanha Ocidental pelo preço simbólico de 1 DM.
Em 1959, foi formada uma patrulha acrobática na Escola de Aviação A, a Equipe Acrobática FFS "A" (acrônimo do nome da escola em alemão) fez sua primeira demonstração em 24 de abril de 1960, tendo operado até 27 de maio de 1962. As aeronaves receberam uma pintura com a bandeira alemã nos estabilizadores.

### Bélgica
O Componente Aéreo Belga (CAB) operou 45 Magisters como aeronaves de treinamento de 1958 a 2007, sendo o último país a utilizar as aeronaves em sua força aérea. Em 28 de setembro de 1958, o governo belga adquiriu 45 unidades do Magister para sua Escola de Aviação Avançada, em Camina, no Congo Belga (atual República Democrática do Congo), substituindo as aeronaves de treinamento T-6 Harvard.
A primeira unidade foi entregue para a CAB em 19 de janeiro de 1960, tendo 20 unidades sendo entregues em Camina até os acontecimentos da Crise do Congo. Durante a insurgência, maioria das aeronaves foram sendo retornadas a Bélgica, porém, seis unidades ficaram na Congo, sendo utilizados em ações de ataque leve contra os rebeldes, sendo baseados em Leopoldville (atual Kinshasa). Na Bélgica, as aeronaves foram baseadas em Brustem, onde as últimas unidades foram recebidas em 10 de janeiro de 1962.
As aeronaves foram adotadas pela patrulha acrobática Red Devils (Demônios Vermelhos) de 1965 a 1977. Em 1978, o Magister começou a ser substituído pelo Dassault-Dornier Alpha Jet, com os Magisters sendo distribuídos para vários esquadrões e oito aeronaves sendo vendidas para a Israel Aircraft Industries (IAI). Após a aposentadoria gradual da aeronave no serviço belga, as aeronaves foram sendo estocados em Beauvechain e gradativamente sendo aposentados. Em 27 de setembro de 2007, a última unidade foi removida de serviço, sendo preservado em Beauvechain, após 47 anos de serviço.

### Brasil

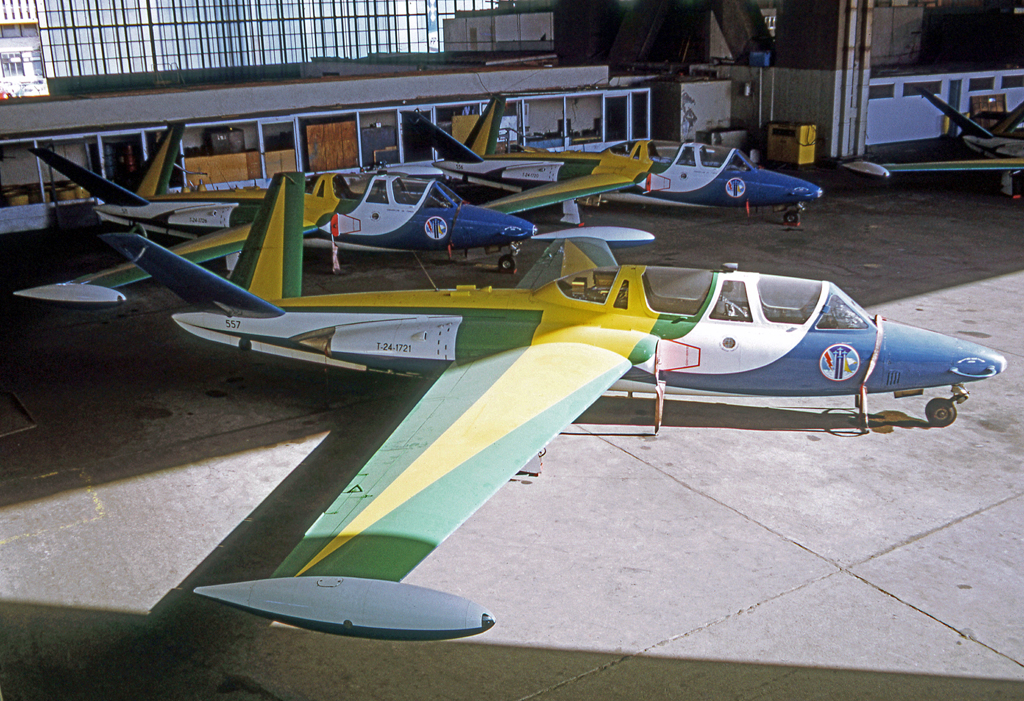
Quatro Magisters da Esquadrilha da Fumaça no Aeroporto Santos Dumont, 1972

A Força Aérea Brasileira adquiriu sete exemplares designados T-24 para equipar a Esquadrilha da Fumaça em 1968. O Fouga Magister foi utilizado por pouco tempo, já que sua autonomia era muito baixa, inadequada às dimensões continentais do Brasil, bem como por não operar em pistas de pouso rústicas, que eram a maioria entre as existentes em sua época. Foram retirados do serviço ativo em 1972. Um dos exemplares está em exposição no MUSAL.

### Camboja
A Real Força Aérea Cambojana (RFAC) operou quatro Magisters desde 1961. Inicialmente, essas aeronaves foram utilizadas para treinamento, mas também acabaram sendo empregadas como aeronaves de ataque leve. Alegadamente, os Magisters cambojanos foram bastante ativos na Força Aérea do Khmer durante o início dos anos 70, sendo combinados com quatro AT-37B da Academia do Ar cambojana, formando o Esquadrão de Ataque Leve. Essa unidade constantemente cooperava com três ou quatro A-1D Skyraider, quando estavam operacionais.

### Catanga
Durante a Crise do Congo, a Força Aérea de Catanga adquiriu nove jatos Magisters novos, separados de uma encomenda feita pela Bélgica à Potez (que adquiriu a Fouga em 1958). Somente três unidades foram entregues ao estado secessionista até 15 de fevereiro de 1961. Uma dessas unidades foi utilizada para atacar unidades da ONUC durante o Cerco de Jadotville, sendo voada por tripulação belga e armado com duas metralhadoras e um par de bombas caseiras. Os Magisters catangueses destruíram dois DC-4 e um DC-3 em terra e fez inúmeras passagens para atacar alvos em terra. As aeronaves não foram mais utilizadas após 1961.
Também é alegado que os Magisters catangueses estiveram envolvidos no acidente do DC-6 que vitimou o secretário geral da ONU, Dag Hammarskjöld, além de 15 tripulantes e passageiros em Ndola, Zâmbia.

### El Salvador

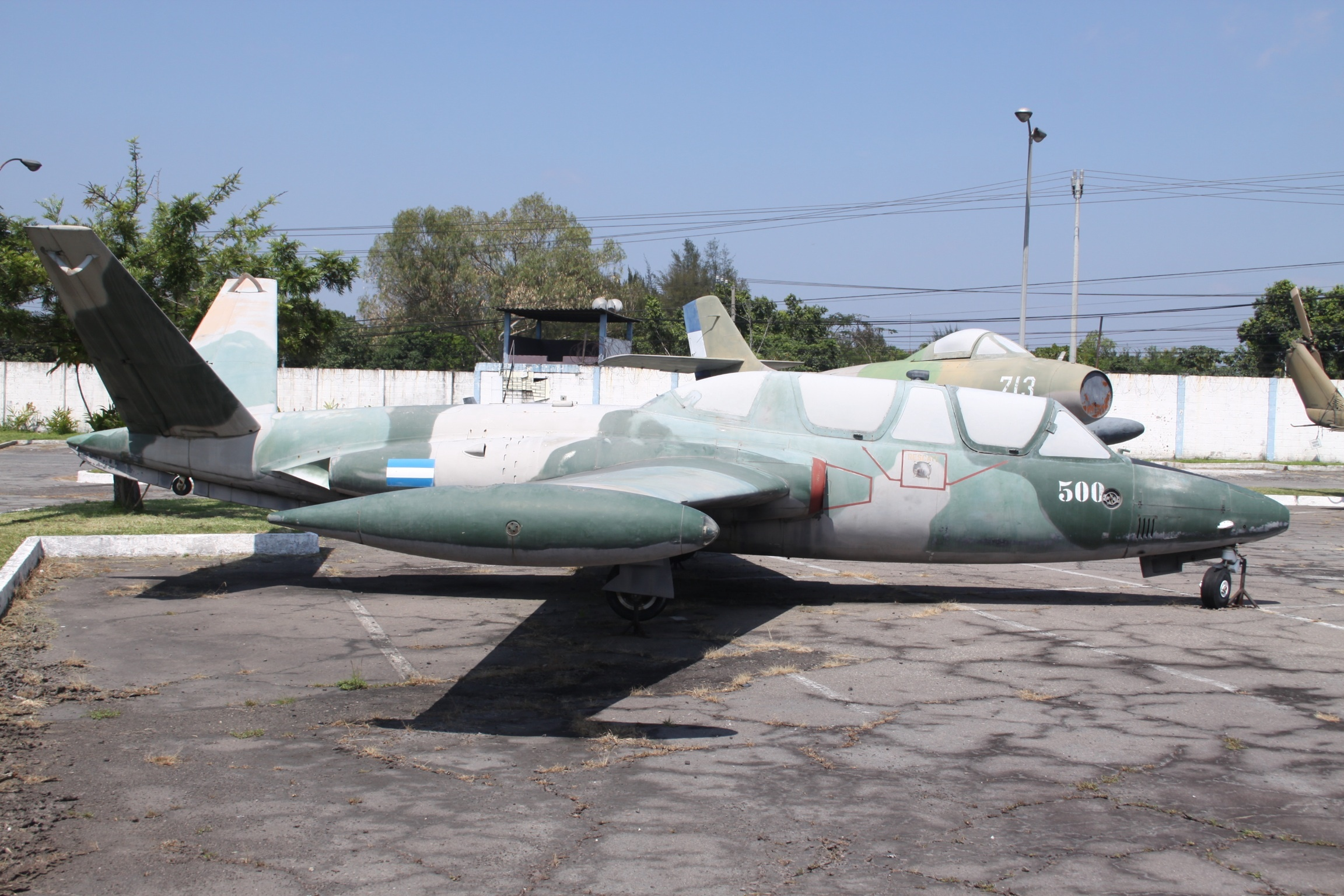
Magister salvadorenho preservado em Ilopango

Doze aeronaves (nove ex-Israel e três ex-França) foram adquiridos pela Força Aérea Salvadorenha para ser utilizados tanto quanto aeronaves de treinamento quanto como aeronaves de ataque na Guerra Civil Salvadorenha, utilizando bombas e metralhadoras de 7.62mm (montadas no nariz da aeronave). Essas aeronaves cooperaram com caças Dassault Ouragan e aeronaves de ataque A-37B Dragonfly. Nenhuma aeronave foi perdida em combate, mas somente cinco estavam operacionais no final da guerra.

### Finlândia
Em 1958 e 1959, a Finlândia adquiriu 18 Magisters da linha de produção da Fouga, na França, também adquirindo a licença para produção da aeronave. A fabricante finlandesa Valmet produziu mais 62 aeronaves do tipo entre 1958 a 1967. Os finlandeses empregaram o Magister com um emprego secundário de ataque, em caso de conflito, uma vez que o número de aeronaves de ataque operadas pelos finlandeses era limitado pelo acordo de paz com a União Soviética.
As aeronaves construídas na França tinham as matrículas FM-1 a FM-18, com as aeronaves produzidas na Finlândia tiveram as matrículas FM-21 a FM-82. A aeronave operou na Força Aérea da Finlândia (FAF) entre 1958 a 1988, sendo substituídas por aeronaves BAe Hawk, de produção britânica. Um total de 21 Magisters foram perdidos em acidentes, seis deles com a morte de seus tripulantes. A aeronave foi apelidada por suas tripulações como Kukkopilli (Ocarina), devido ao som característico de seus turbojatos Marboré.

### Irlanda
O Corpo Aéreo Irlandês (CAI) operou seis Magisters de 1975 a 1999. substituindo seis aeronaves de treinamento de Havilland Vampire T.55 do Esquadrão de Caça No.1. Quatro dos Magisters foram adquiridos de segunda mão da Força Aérea da Áustria e mais dois eram de uma lote que seria enviado para Catanga, porém foram foram apreendidos antes de serem enviados durante da Crise do Congo. Todas as aeronaves foram postas em condições "quase novas" antes de entrarem em serviço no Corpo Aéreo. As seis aeronaves foram empregadas primariamente para ações de ataque, fazendo parte do Esquadrão de Ataque Leve, mas sendo também utilizados como aeronaves de treinamento avançado. Quatro dos Magisters foram empregados pela patrulha acrobática, os Silver Swallows (Andorinhas de Prata).

### Israel
O primeiro Magister chegou em Israel em 1957, com logo após, a produção sob licença iniciada pela Israel Aircraft Industries (IAI), com a aeronave sendo designada como IAI Tzukit. O primeiro Tzukit foi completado em 1959 e entrou em serviço na Força Aérea Israelense (FAI) em 1960.

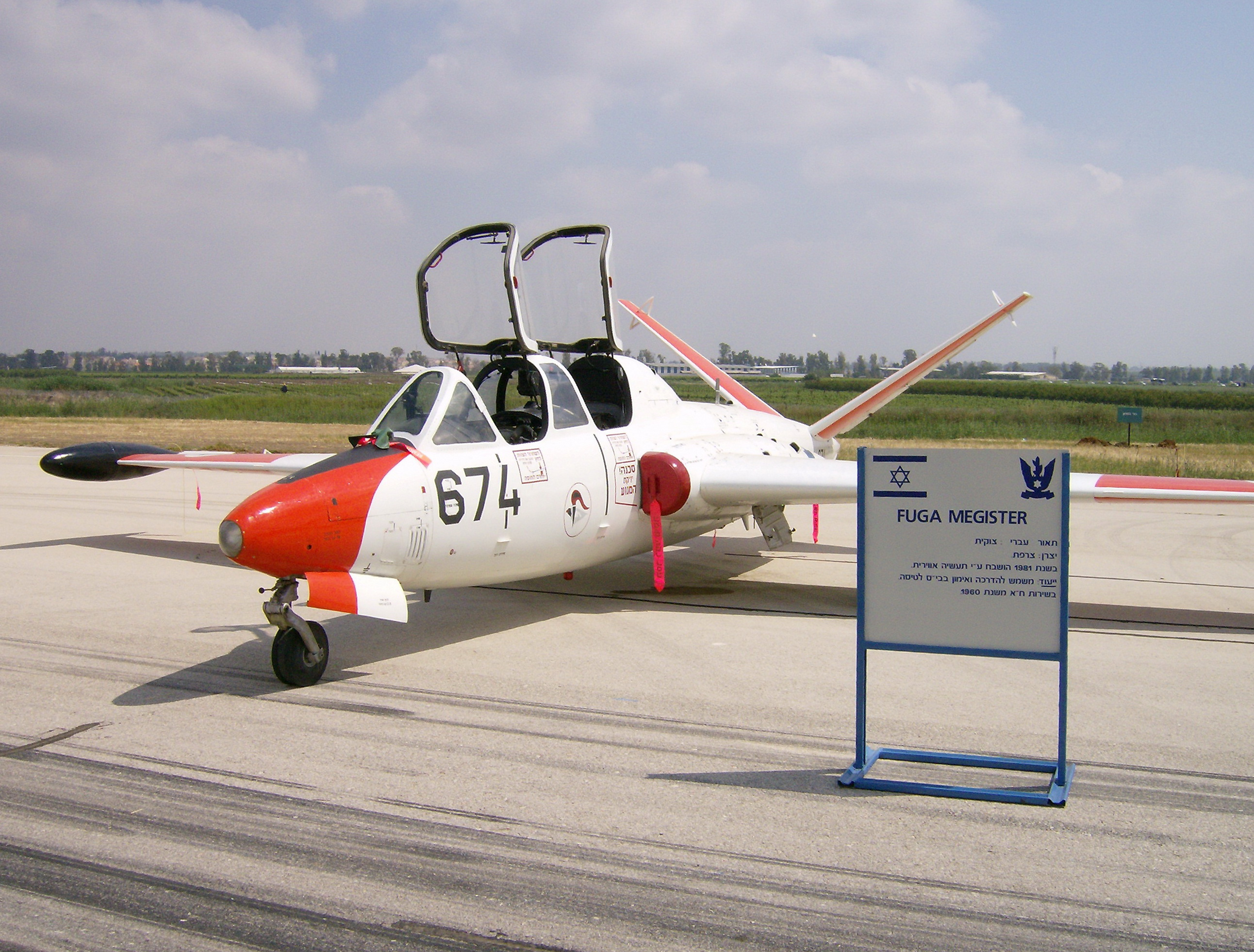
IAI Tzukit

Os Magisters serviram na Escola de Aviação Israelense, sendo utilizados tanto em treinamento básico quanto avançado. Essas aeronaves também formaram a Equipe Acrobática da FAI. Em 1964, a Escola de Aviação Israelense organizou um esquadrão de combate, formado pelos instrutores da escola e reservistas da FAI, utilizando os Magisters como aeronaves de ataque leve durante hostilidades. Durante a Guerra dos Seis Dias, em 1967, 44 Magisters foram utilizados pelo Esquadrão 147 como aeronave de apoio aéreo aproximado, atacando alvos na área do Sinai durante a Operação Foco. Os Magisters foram destacados para ações contra forças jordanianas na Cisjorndânia, forças essas que incluíam unidades blindadas. Magisters, segundo relatos, destruíram, mais de 50 carros de combate e outros 70 veículos blindados, auxiliando a defesa israelense contra as forças jordanianas, que avançavam em direção a Jerusalém. Os Magisters se provaram efetivos nas missões de apoio aéreo aproximado, apesar de sofrer grandes perdas no processo, com sete aeronaves e seis pilotos perdidos em ação.
Em 1974, os Magisters foram substituídos pela A-4 Skyhawk no emprego de treinamento avançado, ficando somente como aeronaves de treinamento básico. No início dos anos 80, foi divisado um plano para revisar e modernizar as aeronaves, aumentando a vida útil das células. As aeronaves modernizadas contavam com 250 modificações, incluindo novos motores e cabine de comando redesenhada. A primeira aeronave modificada foi recebida pela FAI em junho de 1983, com maioria das aeronaves modernizadas já em 1986. O Magister foi substituído na FAI pelo Beechcraft T-6 Texan II em 2009.

### Marrocos
A Real Força Aérea Marroquina (RFAM) adquiriu 25 aeronaves do tipo da França entre 1956 e 1970 para uso em treinamento, com algumas unidades sendo empregadas na Guerra do Saara Ocidental contra forças da Frente Polisário. A perda de várias unidades em combate levou à aposentadoria do Magister em emprego de combate, sendo substituído pelo Alpha Jet na RFAM nos anos 80.

## Variantes
- CM.160: Variante leve do CM.170R, proposto para melhor desempenho em pistas de grama ou terra;[44]
- CM.170: Variante de pré-produção. Três protótipos e 10 aeronaves de pré-produção construídas;
- CM.170M: Dois protótipos construídos para a Aéronavale francesa;
- CM.170R: Variante inicial de produção do Magister;[44]
- CM.170-1: Primeira variante de produção com motores Turbomeca Marboré II; 761 unidades construídas (incluído 188 na Alemanha Oriental; 62 na Finlândia e 50 em Israel);
- CM.170-2: Variante com motores Marboré VI, de 1.055 lbf (4.7 kN) de empuxo cada. 137 unidades construídas;
- CM.171 Makalu: Variante com célula ampliada, equipado com dois turbojatos Turbomeca Gabizo, de 2.422 lbf (10.8 kN) de empuxo cada e com assentos ejetores. Um único protótipo foi construído, sendo o mesmo perdido em acidente em 20 de março de 1957;[45]
- CM.173 Super Magister/Potez 94: Variante com motores Marboré Super VI, de 1.143 lbf (5.1 kN) de empuxo cada e com assentos ejetores. Um único protótipo construído;[46]
- CM.175 Zéphyr: Variante de treinamento embarcado para a Aéronavale francesa, equipado com trem de pouso reforçado, provisão para catapulta e gancho de parada. 30 unidades construídas;[12]
- Potez CM.191: Variante de quatro assentos do Magister, duas unidades construídas;[47][48]
- IAI Tzukit/AMIT Fouga: Variante modernizada para a Força Aérea Israelense (FAI), com nova cabine de comando e novos motores;[38]
- Fouga 90/90A: Aeronave desenvolvida baseada no Magister, equipada com motores Turbomeca Astafan, de 1.715 lbf (7.6 kN) de empuxo cada, novo canopi e aviônica. Um protótipo construído;[49][50][51]

## Operadores
- Fouga CM.170-1 Magister da Força Aérea Alemã Alemanha

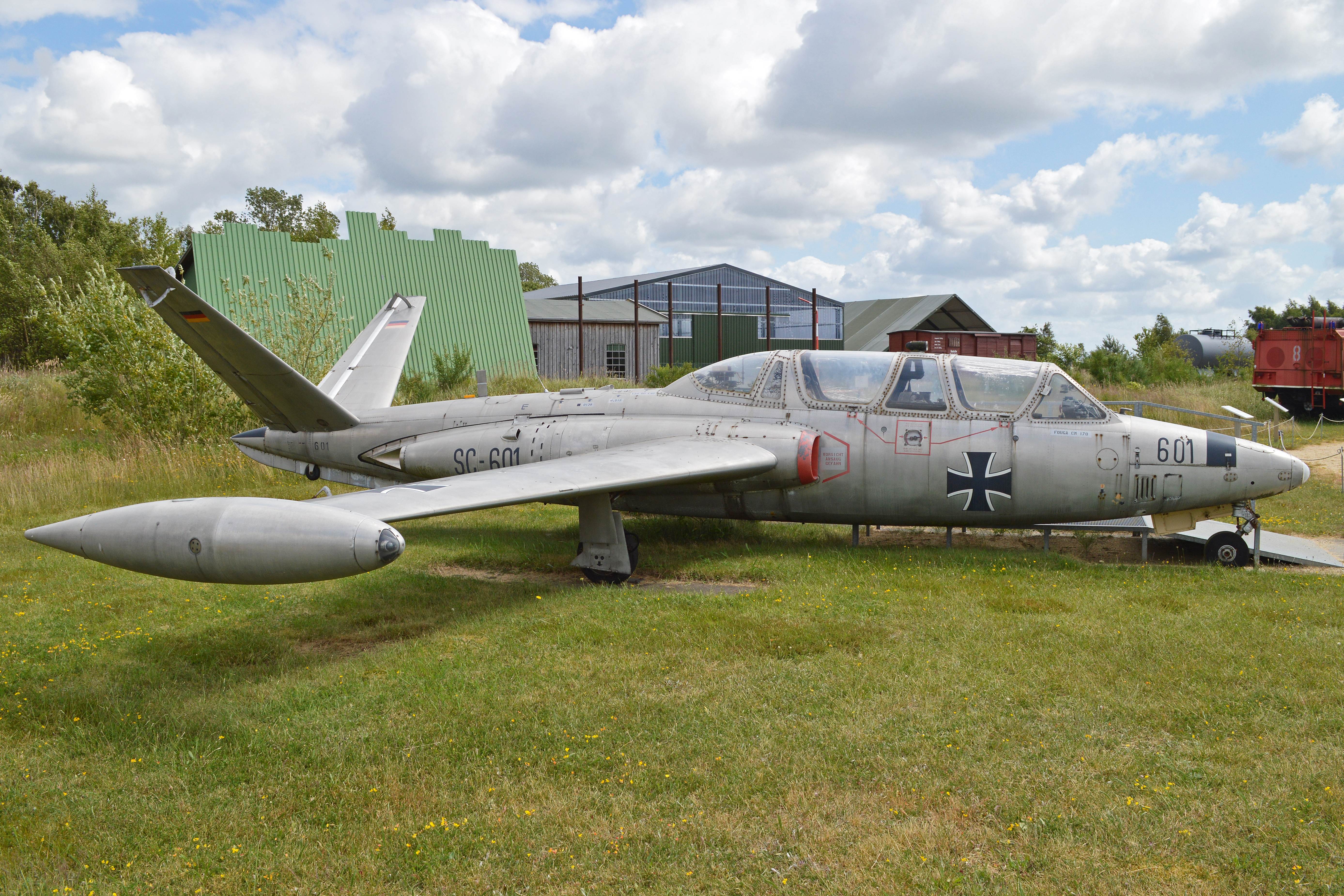
Fouga CM.170-1 Magister da Força Aérea Alemã

  - Força Aérea Alemã: 234 CM.170-1 (40 unidades produzidas na França e as unidades restantes produzidas pela Flugzeug-Union-Süd), operadas entre 1957 até 1969;[52]
- Argélia
  - Força Aérea Argelina: 28 CM.170R, ex-Alemanha Ocidental, adquiridos em 1969, com mais cinco unidades adquiridas subsequentemente;[18]
- Áustria
  - Força Aérea da Áustria: 18 CM.170R;[52]
- Fouga Magister da Força Aérea de Bangladesh Bangladesh
  - Força Aérea de Bangladesh;[53]
- Bélgica

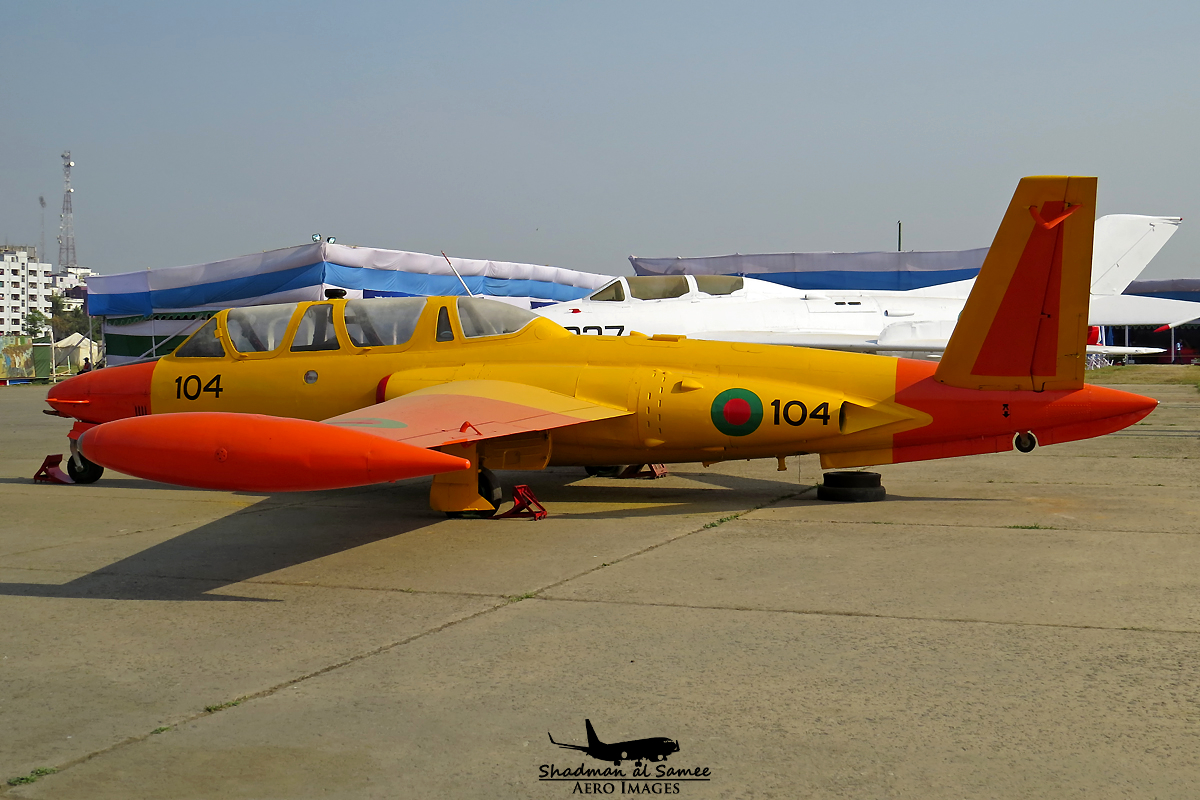
Fouga Magister da Força Aérea de Bangladesh

  - Componente Aéreo Belga: 45 CM.170R adquiridos em 1958, aposentados em 2007;[20][52]
- Brasil
  - Força Aérea Brasileira: 7 CM.170-2, operados pela Esquadrilha da Fumaça de 1968 a 1972;[54]
- Camboja
  - Real Força Aérea do Camboja;
- Camarões
  - Força Aérea Camaronesa: 5 CM.170-1, ex-França, adquiridos em 1976;[18]
- El Salvador
  - Força Aérea Salvadorenha: 9 CM.170-1 (seis ex-Israel, e três ex-França), adquiridos em 1973 e 1978, respectivamente);[54]
- Finlândia
  - Força Aérea da Finlândia: 80 CM.170-1 (18 unidades produzidas na França e 62 produzidas sob licença, na Valmet), operados de 1958 a 1988;[52]
- França
  - Exército do Ar Francês;
  - Aviação Naval Francesa (Aéronavale);
- Gabão
  - Força Aérea Gabonesa: 6 CM.170R, ex-Áustria;[18]
- Irlanda
  - Corpo Aéreo Irlandês: 6 CM.170-2, adquiridos em 1976 e operados até 1999;[52]
- Israel
  - Força Aérea Israelense: 114 CM.170-1, ex-Alemanha Ocidental, e 36 CM.170R, produzidos nas instalações da IAI, com kits provindos da França;[17]
- Katanga
  - Força Aérea de Katanga: 3 CM.170R entregues em 1961, de nove aeronaves vendidas provindas de lote da Bélgica;[18]
- Líbano
  - Força Aérea do Líbano: 5 CM.170-1, ex-Alemanha Ocidental, e 5 CM.170R, novos. Operados de 1966 ao início dos anos 90;[17]
- Líbia
  - Força Aérea Árabe da Líbia: 12 unidades adquiridas em 1969;[52]
- Marrocos
  - Real Força Aérea Marroquina: 32 CM.170-1 (8 unidades novas e 24 unidades ex-Alemanha Ocidental, revisados pela firma francesa Sogerma), adquiridos em março de 1962 e 1970, respectivamente;[52]
- Senegal
  - Força Aérea Senegalesa: 5 CM.170-2, ex-Brasil, revisados pela firma francesa Sogerma, adquiridos em 1976;[52]
- Uganda
  - Força Aérea do Exército Ugandês: 12 CM.170R, ex-Israel, adquiridos em 1965;[52]

## Especificações (CM.170-1)
Dados de: Jane's All the World's Aircraft, 1965-66 

### Características Gerais
- Tripulantes: Dois
- Comprimento: 10.06 m (33 ft 0 in);
- Envergadura: 12.15 m (39 ft 10 in), com os tiptanks;
- Altura: 2.80 m (9 ft 2 in);
- Área Alar: 17.30 m2 (186.2 sq ft);
- Alongamento: 7.42:1;
- Aerofólio: NACA 64
- Peso Vazio: 2,150 kg (4,740 lb)
- Peso Carregado: 2,850 kg (6,283 lb), sem os tiptanks;
- Peso Máximo de Decolagem (MTOW): 3,200 kg (7,055 lb)
- Capacidade de Combustível: 730 L (190 US gal; 160 imp gal) de combustível interno, 980 L (260 US gal; 220 imp gal) com os tiptanks;
- Motor: 2x turbojatos Turbomeca Marboré IIA, com 880 lbf (3.9 kN) de empuxo, cada;

### Performance
- Velocidade Máxima: 715 km/h (444 mph, 386 kn) a 9,100 m (30,000 ft)
- Velocidade Nunca Exceder: 860 km/h (530 mph, 460 kn)
- Alcance: 1,200 km (750 mi, 650 nmi) com os tiptanks;
- Autonomia: 2 hr 40 min com  os tiptanks;
- Teto de Serviço: 11,000 m (36,000 ft)
- Taxa de Subida: 16.99 m/s (3,345 ft/min) sem os tiptanks;

### Armamento
- 2x metralhadoras de 7.5mm ou 7.62mm, com 200 disparos cada;
- Previsão para 140 kg (310 lb) de armas em dois hardpoints sobre as asas; incluindo bombas de 50kg (110 lb), foguetes não guiados (T10, T90 ou SNEB) ou mísseis anti carro Nord SS.11.